# Francisco Pavón
Francisco Pavón Barahona (Madrid, 9 gennaio 1980) è un ex calciatore spagnolo, difensore.

## Carriera
Prodotto della cantera del Real Madrid, debuttò con la prima squadra il 6 ottobre 2001 contro l'Athletic Bilbao. Si alternò per anni a Iván Helguera e Aitor Karanka nella difesa madrilena, che ruotava intorno a Fernando Hierro. Con il trascorrere degli anni trovò meno spazio fra i titolari fino a essere schierato molto raramente. Per questa ragione fu costretto a lasciare la squadra dove era cresciuto per passare nel 2007 al Real Saragozza.
Nella prima stagione in Aragona scese in campo solo otto volte, e la squadra retrocesse. Ma nella stagione successiva contribuì in modo importante al ritorno in massima serie. Il 31 agosto 2010 passò all'Arles-Avignon. Nel novembre del 2011 sostenne un periodo di prova al West Ham, al termine del quale però non venne tesserato. Dopo quasi due anni di inattività, nel 2013 ha comunicato la sua decisione di ritirarsi dal calcio giocato.
Il suo nome è associato alla politica di Florentino detta "Zidanes y Pavones", che contraddistinse la campagna acquisiti del Real Madrid dei primi anni 2000, caratterizzata dall'acquisto di grandi nomi del calcio mondiale quali Zinédine Zidane, Luís Figo, Ronaldo, David Beckham, detti gli "Zidanes", accanto a giocatori provenienti dalla cantera, il settore giovanile, i cosiddetti "Pavones" appunto.

## Palmarès

### Club

#### Competizioni nazionali
- Campionato spagnolo: 2

Real Madrid: 2002-2003, 2006-2007
- Supercoppa di Spagna: 1

Real Madrid: 2003

#### Competizioni internazionali
- UEFA Champions League: 1

Real Madrid: 2001-2002
- Supercoppa UEFA: 1

Real Madrid: 2002
- Coppa Intercontinentale: 1

Real Madrid: 2002